# Шанинское сельское поселение
Шанинское се́льское поселе́ние — муниципальное образование в Таловском районе Воронежской области Российской Федерации.
Административный центр — посёлок Участок № 26.

## История
Статус и границы сельского поселения установлены Законом Воронежской области от 2 декабря 2004 года № 88-ОЗ «Об установлении границ, наделении соответствующим статусом, определении административных центров муниципальных образований Грибановского, Каширского, Острогожского, Семилукского, Таловского, Хохольского районов и города Нововоронеж».
Законом Воронежской области от 30 ноября 2015 года № 163-ОЗ, были преобразованы, путём их объединения Шанинское и Шанинское 2-е сельские поселения — в Шанинское сельское поселение. Административный центр перенесён из посёлка Участок № 4 в посёлок Участок № 26.

## Население
| 2010  | 2012 | 2013 | 2014 | 2015 | 2016  | 2017  |
| ----- | ---- | ---- | ---- | ---- | ----- | ----- |
| 961   | ↘922 | ↘914 | ↘898 | ↘886 | ↗1783 | ↘1754 |
| 2018  |      |      |      |      |       |       |
| ↘1710 |      |      |      |      |       |       |

## Состав сельского поселения
| №  | Населённый пункт | Тип населённого пункта          | Население |
| -- | ---------------- | ------------------------------- | --------- |
| 1  | Нехворощанка     | посёлок                         | 7         |
| 2  | Участок № 12     | посёлок                         | 216       |
| 3  | Участок № 14     | посёлок                         | 0         |
| 4  | Участок № 15     | посёлок                         | 1         |
| 5  | Участок № 16     | посёлок                         | 49        |
| 6  | Участок № 22     | посёлок                         | 40        |
| 7  | Участок № 26     | посёлок, административный центр | 782       |
| 8  | Участок № 28     | посёлок                         | 109       |
| 9  | Участок № 37     | посёлок                         | 31        |
| 10 | Участок № 4      | посёлок                         | 686       |